# Reis de Boi
O Folguedo Reis de Boi tem sua origem no teatro popular medieval da Península Ibérica. Trata-se de um auto em homenagem aos Santos Reis, unindo a temática dos reisados ao auto do Bumba-Meu-Boi. Apresenta-se em 6 de janeiro, dia de Reis, e se prolonga até 3 de fevereiro, quando ocorre a festa de São Brás. O número de integrantes varia entre doze e vinte, que formam alas com muitos personagens, dentre eles o Boi, Pai Francisco, Catirina, Doutor, Ema, Vaqueiro e Urubu.
Os marujos vestem calça azul marinho ou branca com filete lateral vermelho ou azul, camisa branca ou colorida de mangas compridas, faixa de fita azul ou vermelha sobre o peito e chapéu de palha revestido de morim e adornado de espelhos, flores e fitas. Os grupos saem para visitar algumas casas na cidade, diante das quais cantam o “Abre portas”, anunciando o nascimento do Menino Jesus. Depois entoam as seguintes marchas: “Marcha de entrada”; “Descante”, com ritmo marcado pelo pandeiro; “Marcha de ombro”; Baiá”; “Marcha de roda”; “Marcha do Vaqueiro”; “Marcha de chamada do Boi”; “Marcha de chamada dos bichos” e “Canto de retirada”. Na apresentação os marujos cantam e dançam acompanhados de Mãe Catirina, que envolve o público na dança. Depois vem o Vaqueiro, que negocia com o dono da casa a venda da bicharada, fixando para cada bicho um valor de significado simbólico – por exemplo, o Boi representa fartura – que é explicado durante a venda.
Fechada a negociação, o vaqueiro solta a bicharada para dançar e brincar com as crianças e demais assistentes. A instrumentação musical inclui sanfona, violão, pandeiros e chocalhos e os cânticos são de autoria dos próprios componentes que, em geral, satirizam acontecimentos políticos e religiosos da comunidade.